# Zgornja Vižinga
Zgornja Vižinga je naselje v Občini Radlje ob Dravi.